# Парусник залмоксис
Парусник залмоксис (лат. Papilio zalmoxis) — крупная дневная бабочка из рода Papilio в семействе Парусники. Второй по величине (после парусника антимаха) африканский парусник. Видовое название дано в честь Залмоксиса — полумифического социального и религиозного реформатора.

## Описание
Размах крыльев 13—15 см. Окраска верхней стороны крыльев зеленовато-голубая, контрастирующая со светло-серой окраской нижней стороны крыльев. Голубоватый блеск крыльев возникает благодаря эффекту Тиндаля. Узор передних крыльев образован узкими чёрными полосами между чёрными жилками и чёрное напыление вершины переднего края. Рисунок заднего крыла представлен чёрной прикраевой перевязью. Тело ярко-жёлтое. Самка несколько мельче самца и окрашена менее ярко. Фоновый цвет её крыльев — желтовато-коричневый. Известна редкая форма самки риппон (rippon) с коричневыми крыльями.

## Ареал
Либерия, Гана, Камерун, Нигерия, Габон, Республика Конго, Демократическая Республика Конго, Кот-д’Ивуар.